# Leagues Cup
Der Leagues Cup ist ein Fußball-Vereinswettbewerb zwischen Teams der Major League Soccer und der Liga MX. Die Premiere fand im Juli 2019 statt, an der vier Teams aus beiden Ligen teilnahmen. Seit der Saison 2023 qualifizieren sich die drei erstplatzierten Mannschaften des Leagues-Cup für den CONCACAF Champions Cup, wobei der Sieger direkt für das Achtelfinale qualifiziert ist.

## Modus
Bei der Erstauflage 2019 nahmen vier Vereine aus jeder Liga an einem K.-o.-Turnier mit acht Mannschaften teil, wobei die ersten beiden Runden vom MLS-Verein ausgerichtet wurden. Die teilnehmenden MLS-Teams der ersten Ausgabe waren eingeladene Teilnehmer; die vier Liga-MX-Teilnehmer wurden anhand ihrer Ligaergebnisse ausgewählt. Ab der Ausgabe 2023 umfasst der Leagues Cup derzeit alle MLS- und Liga MX-Teams – insgesamt 47 Teams mit 77 Spielen. Die 15 besten Teams jeder Liga werden basierend auf ihrer Ligaplatzierung aus der vorherigen Saison in 15 Gruppen eingeteilt, während die verbleibenden Teams basierend auf der geografischen Nähe ausgelost werden. Die Gruppenphase besteht aus drei Spielen im Round-Robin-Format und die beiden besten Teams qualifizieren sich für die K.-o.-Phase. Zwei Teams erhalten Freilose für die K.-o.-Runde: der amtierende MLS-Cup-Meister und der bestplatzierte Liga-MX-Meister der vorherigen Apertura und Clausura. Die K.-o.-Phase startet mit 32 Mannschaften. Da die Austragungsorte in den USA oder Mexiko festgelegt werden, finden die Gruppenspiele in einfacher Runde statt und die Spiele der K.-o.-Phase jeweils in nur einer Begegnung.

## Die Endspiele und Sieger
| Jahr | Finale                                                 | Finale                                                 | Finale                                                 | Spiel um Platz 3                                       | Spiel um Platz 3                                       | Spiel um Platz 3                                       |
| Jahr | Sieger                                                 | Ergebnis                                               | Finalist                                               | 3. Platz                                               | Ergebnis                                               | 4. Platz                                               |
| ---- | ------------------------------------------------------ | ------------------------------------------------------ | ------------------------------------------------------ | ------------------------------------------------------ | ------------------------------------------------------ | ------------------------------------------------------ |
| 2019 | CD Cruz Azul                                           | 2:1                                                    | UANL Tigres                                            | Kein Spiel um Platz 3                                  | Kein Spiel um Platz 3                                  | Kein Spiel um Platz 3                                  |
| 2020 | Aufgrund der COVID-19-Pandemie nicht ausgespielt.      | Aufgrund der COVID-19-Pandemie nicht ausgespielt.      | Aufgrund der COVID-19-Pandemie nicht ausgespielt.      | Aufgrund der COVID-19-Pandemie nicht ausgespielt.      | Aufgrund der COVID-19-Pandemie nicht ausgespielt.      | Aufgrund der COVID-19-Pandemie nicht ausgespielt.      |
| 2021 | Club León                                              | 3:2                                                    | Seattle Sounders                                       | Kein Spiel um Platz 3                                  | Kein Spiel um Platz 3                                  | Kein Spiel um Platz 3                                  |
| 2022 | Kein Titelträger ausgespielt, nur Freundschaftsspiele. | Kein Titelträger ausgespielt, nur Freundschaftsspiele. | Kein Titelträger ausgespielt, nur Freundschaftsspiele. | Kein Titelträger ausgespielt, nur Freundschaftsspiele. | Kein Titelträger ausgespielt, nur Freundschaftsspiele. | Kein Titelträger ausgespielt, nur Freundschaftsspiele. |
| 2023 | Inter Miami                                            | 1:1, 10:9 i. E.                                        | Nashville SC                                           | Philadelphia Union                                     | 3:0                                                    | CF Monterrey                                           |
| 2024 | Columbus Crew                                          | 3:1                                                    | Los Angeles FC                                         | Colorado Rapids                                        | 2:2, 3:1 i. E.                                         | Philadelphia Union                                     |